# Windows on the World (Roman)
Windows on the World ist ein Roman des französischen Schriftstellers Frédéric Beigbeder, der sich mit den Terroranschlägen auf das World Trade Center am 11. September 2001 auseinandersetzt.
Das 380 Seiten umfassende Buch wurde aus dem Französischen von Brigitte Große übersetzt und 2004 beim Ullstein Verlag veröffentlicht.

## Handlung
Beigbeder erzählt die Geschehnisse minutiös anhand des Einzelschicksals eines Vaters mit seinen zwei kleinen Söhnen, der das Luxusrestaurant im obersten Stockwerk des WTCs besucht. Nach diesem Restaurant ist der Roman benannt. Die Handlung wird durch Einschübe unterbrochen, in denen Beigbeder seinen eigenen Schreibprozess schildert und sich die Frage stellt, ob man die Geschehnisse des 11. Septembers 2001 als literarischen Stoff verwenden darf.

## Kritiken
Dem Autor wurde von Kritikern vielfach vorgeworfen, er missbrauche die Terroranschläge zur Selbstinszenierung.